# Energiedrager (techniek)
Een energiedrager is een stof of systeem, dat gebruikt kan worden om een mechanische kracht of warmte te produceren, of om chemische of fysische processen teweeg te brengen. 
Een energiedrager is elk materiaal of stof die chemische energie bevat, of elk natuurkundig of mechanisch systeem dat potentiële energie bevat. Chemische energie en potentiële energie kunnen op een later moment, of elders, worden omgezet naar bruikbare energie.

## Voorbeelden
Voorbeelden van dragers van chemische energie, of brandstoffen:
- petroleum
- houtskool
- hout
- aardgas
- waterstofgas

Enkele dragers van mechanische potentiële energie:
- perslucht
- springveren

Dragers van natuurkundige (elektrische) potentiële energie:
- elektrische batterijen
- condensators